# Secrétaire d'État à la Sortie de l'Union européenne
Le secrétaire d'État à la Sortie de l'Union européenne (en anglais : Secretary of State for Exiting the European Union) — surnommé ministre du Brexit (Brexit Secretary) — est le ministre du gouvernement du Royaume-Uni chargé de négocier la sortie du Royaume-Uni de l'Union européenne (UE) à la suite du référendum sur l'appartenance du Royaume-Uni à l'Union européenne.

## Historique
Ce poste est créé lors de la formation du gouvernement de Theresa May. Il est la conséquence du résultat du référendum sur l'appartenance du Royaume-Uni à l'Union européenne au cours duquel 51,9 % des votants ont indiqué leur volonté de voir leur pays quitter l'UE. 
Cette fonction, nouvelle et provisoire, est créée spécialement pour gérer le Brexit durant la période de transition impartie. Au total, elle est occupée par trois titulaires successifs, et est initialement confiée à David Davis à partir du 13 juillet 2016, ancien ministre d'État pour l'Europe des gouvernements de John Major. Après sa démission le 8 juillet 2018, Dominic Raab lui succède, jusqu'à sa propre démission le 15 novembre suivant. Le dernier secrétaire d’État, Stephen Barclay, démissionne le 31 janvier 2020 une fois le Brexit effectif et le département d’État supprimé par le Premier ministre Boris Johnson.

## Liste des titulaires
| Nom | Nom | Nom             | Dates du mandat  | Dates du mandat  | Parti politique | Premier ministre          |
| --- | --- | --------------- | ---------------- | ---------------- | --------------- | ------------------------- |
|     |     | David Davis     | 13 juillet 2016  | 8 juillet 2018   | Conservateur    | Theresa May               |
|     |     | Dominic Raab    | 9 juillet 2018   | 15 novembre 2018 | Conservateur    | Theresa May               |
|     |     | Stephen Barclay | 16 novembre 2018 | 31 janvier 2020  | Conservateur    | Theresa May Boris Johnson |